# Рацирака, Дидье
Дидье́ Иньяс Раци́рака (фр. Didier Ignace Ratsiraka; 4 ноября 1936 — 28 марта 2021) — мадагаскарский государственный и политический деятель, председатель Верховного Революционного Совета с 15 июня 1975 по 4 января 1976 года, президент Мадагаскара с 4 января 1976 по 27 марта 1993 года, с 9 февраля 1997 по 5 июля 2002 года.

## Биография
Дидье Рацирака родился 4 ноября 1936 года в Ватумандри, в провинции Туамасина на Мадагаскаре. Кадровый военный моряк, учился в военных училищах во Франции. До мая 1972 года — военный атташе в Париже. С июня 1972 года в правительстве Габриэля Рамананцуа занимал должность министра иностранных дел. На этом посту впервые посетил СССР с официальным визитом. С февраля 1975 года — член военной директории страны.
15 июня 1975 года на Мадагаскаре произошёл переворот, организованный группой офицеров, в частности, будущим на краткий срок премьер-министром Жоэлем Ракутумалалой. Поддержанный военными, в июле Рацирака был назначен Председателем вновь созданного высшего государственного органа страны — Верховного Революционного Совета. По итогам национального референдума 21 декабря Рацирака стал президентом на 7-летний срок. На референдуме были одобрены «Хартия малагасийской социалистической революции» и конституция Демократической Республики Мадагаскар, образованной 30 декабря 1975 года.
После прихода к власти установил тесные контакты с СССР. 19 марта 1976 года основал партию «Авангард малагасийской революции» (АРЕМА), и Национальный фронт защиты революции (в 1977 году), установил однопартийный режим власти. В то же время неоднократно обращался за помощью к Международному валютному фонду. Неоднократно с официальным визитом посещал и СССР, встречался с Л. И. Брежневым и М. С. Горбачёвым.
В 1982 году победил на президентских выборах с 80 % голосов. В 1989 году был переизбран при подозрительных обстоятельствах, получив 62 % голосов, что привело к волнениям и протестам.
10 июня 1990 года началась всеобщая забастовка, продолжавшаяся 4 месяца. Под давлением армии правительство и оппозиция пошли на переговоры, в результате чего 31 октября было подписано соглашение о создании переходного правительства, подготовке новых президентских выборов и новой Конституции. В результате распада СССР и прекращения поступления помощи из социалистических стран, на Мадагаскаре была установлена многопартийная система и начался процесс приватизации промышленных предприятий.
12 сентября 1992 года вступила в действие третья конституция, согласно которой государство получило современное название — Республика Мадагаскар. В ходе новых президентских выборов в 1993 году Рацирака во втором туре 10 февраля проиграл их своему конкуренту Альберту Зафи, с 62 % голосов. Уехал во Францию, однако в 1997 году вернулся и снова победил на очередных президентских выборах. Придя к власти, провел конституционную реформу, существенно усилившую власть президента. Начал выстраивать систему лично лояльной себе элиты. Назначил на губернаторские посты своих ближайших друзей из AREMA (поправки в конституции превращали выборы региональных глав в непрямые, а доминирующая в местном парламенте партия обеспечивала избрание), а родственники заняли высокие должности в бизнесе.
Противники президента безуспешно пытались объявить ему импичмент в феврале 1998 года.
К 2001 году популярность Рацираки упала. 16 декабря 2001 года на Мадагаскаре состоялись президентские выборы с явкой в 67 % избирателей. Верховный конституционный суд обнародовал результаты выборов лишь 25 января 2002 года и по результатам (40 % против 46 %) Рацирака проиграл своему конкуренту, мэру столицы Марку Равалуманана, который провозгласил себя президентом, отказавшись от второго тура выборов. Однако сторонники Рацираки ещё несколько месяцев вели вооружённую борьбу, не желая отдавать власть. К тому же губернаторы четырёх из шести провинций страны, поддерживавшие Рацираку, объявили о своём намерении создать независимую конфедерацию. В конце концов новый президент смог овладеть ситуацией в стране.
5 июля 2002 года Рацирака со своей семьёй и верными министрами вылетел на Сейшельские острова, а оттуда 7 июля он с семьёй прибыл в Париж. Министерство иностранных дел Франции отказалось от комментариев по поводу предоставления ему политического убежища, подтвердив, что у него и членов его семьи есть «краткосрочные въездные визы в страну».
6 августа 2003 года был приговорён на родине к 10 годам каторжных работ по обвинению в злоупотреблениях властью и хищении около 8 миллионов долларов, однако Франция отказала в его выдаче.
В ходе острого кризиса 2009 года в августе принял участие в переговорах с также оказавшемся в изгнании Марком Равалуманана, бывшим президентом Альбертом Зафи и президентом Высшей Переходной Администрации Мадагаскара Андри Радзуэлина, состоявшихся при посредничестве президента Мозамбика Жоакина Чиссано в Мапуту. Одним из результатов переговоров стала отмена судебного преследования Рацираки на родине. 24 ноября 2011 года вернулся на Мадагаскар, также как и его бывшие противники Зафи и Равалуманана. В 2013 году безуспешно пытался выдвинуть свою кандидатуру на президентских выборах (Специальный Избирательный Суд отклонил его обращение).
22 марта 2021 года Рацирака был госпитализирован для лечения «простого гриппа», хотя имелось подозрение на заражение COVID-19 (от прививки отказался). 28 марта умер от остановки сердца. Правительство объявило день национального траура и на следующий день отдало ему последние воинские почести в правительственном дворце, после чего он был похоронен на кладбище героев в Антананариву.
Имел воинское звание адмирала и прозвище «Красный адмирал».